# Lisandro Duque Naranjo
Lisandro Duque Naranjo (Sevilla, Vall del Cauca, 30 d'octubre de 1943) és un director de cinema colombià. Va ser director de la Escola Internacional de Cinema i Televisió.
Ha col·laborat juntament amb Gabriel García Márquez en la realització de diversos projectes audiovisuals, entre ells la minisèrie de televisió María; Milagro en Roma i Los niños invisibles. Duque Naranjo també és columnista del diari El Espectador i professor de la Universitat Central i la Universitat Nacional, on hi havia estudiat antropologia. Fou gerent de Canal Capital fins al 31 de desembre de 2015, quan finaliyza el període de Gustavo Petro como a Alcalde de Bogotà.

## Filmografia selecta
- El escarabajo (1983)
- Visa USA (1986)
- Milagro en Roma (1988)
- Los niños invisibles (2001)
- Los actores del conflicto (2008)
- El Soborno del Cielo (2016)